# LE-6532
La LE-6532 es una carretera de segundo nivel perteneciente a la Diputación de León  que conecta el pueblo de La Mata del Páramo  LE-413  con la carretera autonómica  CL-622 
.
Su longitud es de 1 kilómetro escaso.

## Apertura
La carretera entró en servicio a mediados del año 2010 pero en enero de 2011 se hizo el cruce de conexión con la  CL-622  y se señalizó posteriormente.